# Конти (Сташовський повіт)
Конти (пол. Kąty) — село в Польщі, у гміні Осек Сташовського повіту Свентокшиського воєводства.
Населення — 74 особи (2011).
У 1975-1998 роках село належало до Тарнобжезького воєводства.

## Демографія
Демографічна структура на день 31 березня 2011 року:
|          | Загалом | Допрацездатний вік | Працездатний вік | Постпрацездатний вік |
| -------- | ------- | ------------------ | ---------------- | -------------------- |
| Чоловіки | 38      | 5                  | 28               | 5                    |
| Жінки    | 36      | 8                  | 20               | 8                    |
| Разом    | 74      | 13                 | 48               | 13                   |